# Tennessee Titans
Tennessee Titans je profesionální klub amerického fotbalu, který sídlí v Nashvillu ve státě Tennessee. V současné době je členem South Division (Jižní divize) American Football Conference (AFC, Americké fotbalové konference) National Football League (NFL, Národní fotbalové ligy). Klub vznikl v roce 1960 jako Houston Oilers a byl zakládajícím členem AFL. Oilers zvítězili v prvních dvou ročnících AFL před sloučením s NFL, což jsou také zatím jediné úspěchy klubu.
Tým se v roce 1968 přestěhoval na stadion Houston Astrodome v Houstonu, kde hrál až do roku 1996. Poté se přesunul do státu Tennessee, během čekání na nový stadion hrál dočasně na Liberty Bowl Memorial Stadium v Memphisu a změnil název na Tennessee Oilers. V roce 1998 hrál domácí zápasy v Nashvillu na Vanderbilt Stadium. Od roku 1999 se klub jmenuj Tennessee Titans a hraje na stadionu LP Field, sídlo a tréninkové středisko „Baptist Sports Park“ se nachází na severním předměstí Nashvillu, 8 kilometrů od centra města.

## Hráči

### Členové Síně slávy profesionálního fotbalu

#### Hráči
- 1981 - George Blanda
- 1986 - Ken Houston
- 1987 - John Henry Johnson
- 1991 - Earl Campbell
- 1996 - Charlie Joiner
- 2001 - Mike Munchak
- 2002 - Dave Casper
- 2003 - Elvin Bethea
- 2006 - Warren Moon
- 2007 - Bruce Matthews
- 2013 - Curley Culp
- 2016 - Ken Stabler
- 2018 - Randy Moss
- 2018 - Robert Brazile
- 2019 - Kevin Mawae

#### Funkcionáři
- Sammy Baugh - trenér
- Sid Gillman - trenér

### Vyřazená čísla
- 1: Warren Moon
- 9: Steve McNair
- 27: Eddie George
- 34: Earl Campbell
- 43: Jim Norton
- 63: Mike Munchak
- 65: Elvin Bethea
- 74: Bruce Matthews

### Draft
Hráči draftovaní v prvním kole za posledních deset sezón:
| Rok  | Pořadí | Jméno hráče                 | Pozice                   | Univerzita                                                    |
| 2010 | 16     | Derrick Morgan              | Defensive end            | Georgia Institute of Technology                               |
| 2011 | 8      | Jake Locker                 | Quarterback              | University of Washington                                      |
| 2012 | 20     | Kendall Wright              | Wide receiver            | Baylor University                                             |
| 2013 | 10     | Chance Warmack              | Guard                    | University of Alabama                                         |
| 2014 | 11     | Taylor Lewan                | Offensive tackle         | University of Michigan                                        |
| 2015 | 2      | Marcus Mariota              | Quarterback              | University of Oregon                                          |
| 2016 | 8      | Jack Conklin                | Offensive tackle         | Michigan State University                                     |
| 2017 | 5 18   | Corey Davis Adoree' Jackson | Wide receiver Cornerback | Western Michigan University University of Southern California |
| 2018 | 22     | Rashaan Evans               | Linebacker               | University of Alabama                                         |
| 2019 | 19     | Jeffery Simmons             | Defensive end            | Mississippi State University                                  |